# Short track ai XX Giochi olimpici invernali - 1000 m maschile
La gara dei 1000 m maschile di short track dei XX Giochi olimpici invernali è iniziata il 15 ed è terminata il 18 febbraio 2006 e si è disputata al Palazzo a Vela di Torino.

## Risultati

### Batterie

#### Batteria 1
| Class | Nome                | Nazione       | Tempo    | Note |
| ----- | ------------------- | ------------- | -------- | ---- |
| 1     | Li Ye               | Cina          | 1:27.048 | Q    |
| 2     | Nicola Rodigari     | Italia        | 1:27.184 | Q    |
| 3     | Jean Charles Mattei | Francia       | 1:28.009 |      |
| 4     | Paul Stanley        | Gran Bretagna | 1:28.511 |      |

#### Batteria 2
| Class | Nome                    | Nazione       | Tempo    | Note |
| ----- | ----------------------- | ------------- | -------- | ---- |
| 1     | François-Louis Tremblay | Canada        | 1:28.925 | Q    |
| 2     | Satoru Terao            | Giappone      | 1:29.090 | Q    |
| 3     | Jon Eley                | Gran Bretagna | 1:29.147 |      |
| 4     | Mark McNee              | Australia     | 1:30.033 |      |

#### Batteria 3
| Class | Nome         | Nazione       | Tempo    | Note |
| ----- | ------------ | ------------- | -------- | ---- |
| 1     | Ahn Hyun-Soo | Corea del Sud | 1:27.372 | Q    |
| 2     | Rusty Smith  | Stati Uniti   | 1:27.508 | Q    |
| 3     | Peter Darazs | Ungheria      | 1:27.929 | q    |

#### Batteria 4
| Class | Nome                 | Nazione       | Tempo    | Note |
| ----- | -------------------- | ------------- | -------- | ---- |
| 1     | Lee Ho-Suk           | Corea del Sud | 1:35.634 | Q    |
| 2     | Matus Uzak           | Slovacchia    | 1:35.989 | Q    |
| 3     | Vyacheslav Kurginyan | Russia        | 1:36.070 |      |

#### Batteria 5
| Class | Nome               | Nazione  | Tempo    | Note |
| ----- | ------------------ | -------- | -------- | ---- |
| 1     | Éric Bédard        | Canada   | 1:28.274 | Q    |
| 2     | Dariusz Kulesza    | Polonia  | 1:29.102 | Q    |
| 3     | Sebastian Praus    | Germania | 1:35.375 | ADV  |
| 4     | Maxime Châtaignier | Francia  | DQ       |      |

#### Batteria 6
| Class | Nome          | Nazione  | Tempo    | Note |
| ----- | ------------- | -------- | -------- | ---- |
| 1     | Li Jiajun     | Cina     | 1:27.765 | Q    |
| 2     | Fabio Carta   | Italia   | 1:27.826 | Q    |
| 3     | Pieter Gysel  | Belgio   | 1:27.994 | q    |
| 4     | Arian Nachbar | Germania | 1:27.994 | q    |

#### Batteria 7
| Class | Nome                | Nazione     | Tempo    | Note |
| ----- | ------------------- | ----------- | -------- | ---- |
| 1     | Apolo Anton Ohno    | Stati Uniti | 1:36.120 | Q    |
| 2     | Volodymyr Grygoriev | Ucraina     | 1:36.397 | Q    |
| 3     | Mikhail Rajine      | Russia      | 1:42.677 | ADV  |
|       | Niels Kerstholt     | Paesi Bassi | DQ       |      |

### Quarti di finale

#### Quarto di finale 1
| Class | Nome            | Nazione     | Tempo    | Note |
| ----- | --------------- | ----------- | -------- | ---- |
| 1     | Rusty Smith     | Stati Uniti | 1:27.000 | Q    |
| 2     | Li Ye           | Cina        | 1:27.078 | Q    |
| 3     | Nicola Rodigari | Italia      | 1:27.240 |      |
| 4     | Mikhail Rajine  | Russia      | 1:32.432 |      |
|       | Matus Uzak      | Slovacchia  | DQ       |      |

#### Quarto di finale 2
| Class | Nome             | Nazione       | Tempo    | Note |
| ----- | ---------------- | ------------- | -------- | ---- |
| 1     | Ahn Hyun-Soo     | Corea del Sud | 1:29.371 | Q    |
| 2     | Apolo Anton Ohno | Stati Uniti   | 1:29.650 | Q    |
| 3     | Sebastian Praus  | Germania      | 1:29.820 |      |
| 4     | Dariusz Kulesza  | Polonia       | 1:30.556 |      |

#### Quarto di finale 3
| Class | Nome                    | Nazione  | Tempo    | Note |
| ----- | ----------------------- | -------- | -------- | ---- |
| 1     | Li Juajun               | Cina     | 1:28.179 | Q    |
| 2     | Pieter Gysel            | Belgio   | 1:28.335 | Q    |
| 3     | Satoru Terao            | Giappone | 1:28.499 |      |
| 4     | Peter Darazs            | Ungheria | 1:28.738 |      |
|       | François-Louis Tremblay | Canada   | DQ       |      |

#### Quarto di finale 4
| Class | Nome                | Nazione       | Tempo    | Note |
| ----- | ------------------- | ------------- | -------- | ---- |
| 1     | Lee Ho-Suk          | Corea del Sud | 1:27.265 | Q    |
| 2     | Éric Bédard         | Canada        | 1:27.546 | Q    |
| 3     | Fabio Carta         | Italia        | 1:27.656 |      |
| 4     | Arian Nachbar       | Germania      | 1:27.679 |      |
| 5     | Volodymyr Grygoriev | Ucraina       | 1:29.168 |      |

### Semifinali

#### Semifinale 1
| Class | Nome         | Nazione       | Tempo    | Note |
| ----- | ------------ | ------------- | -------- | ---- |
| 1     | Lee Ho-Suk   | Corea del Sud | 1:29.150 | QA   |
| 2     | Rusty Smith  | Stati Uniti   | 1:29.515 | QA   |
| 3     | Li Ye        | Cina          | 1:47.965 | ADV  |
|       | Pieter Gysel | Belgio        | DQ       |      |

#### Semifinale 2
| Class | Nome             | Nazione       | Tempo    | Note |
| ----- | ---------------- | ------------- | -------- | ---- |
| 1     | Ahn Hyun-Soo     | Corea del Sud | 1:27.909 | QA   |
| 2     | Apolo Anton Ohno | Stati Uniti   | 1:28.080 | QA   |
| 3     | Li Jiajun        | Cina          | 1:29.183 | QB   |
| 4     | Éric Bédard      | Canada        | DQ       |      |

### Finali

#### Finale A
| Class | Nome             | Nazione       | Tempo    | Note            |
| ----- | ---------------- | ------------- | -------- | --------------- |
|       | Ahn Hyun-Soo     | Corea del Sud | 1:26.739 | Record olimpico |
|       | Lee Ho-Suk       | Corea del Sud | 1:26.764 |                 |
|       | Apolo Anton Ohno | Stati Uniti   | 1:26.927 |                 |
| 4     | Rusty Smith      | Stati Uniti   | 1:27.435 |                 |
| 5     | Li Ye            | Cina          | 1:29.918 |                 |